# 4 de juny
El 4 de juny és el cent cinquanta-cinquè dia de l'any del calendari gregorià i el cent cinquanta-sisè en els anys de traspàs. Queden 210 dies per a finalitzar l'any.

## Esdeveniments
Països Catalans
- 1038 - Sant Salvador de Breda: Guerau I de Cabrera i la seva muller Ermessenda de Montsoriu funden el monestir benedictí de Sant Salvador de Breda.
- 1355 - València: Primera processó del Corpus a València.
- 1922 - Barcelona, Fundació d'Acció Catalana, moviment polític nacionalista.[1]
- 1977 - Palma (Mallorca): s'hi signa el Pacte Autonòmic de les Illes Balears.

Resta del món
- 1610 - Felip III d'Espanya prohibeix publicar llibres espanyols a l'estranger.
- 1784 - Lió (França): Élisabeth Thible és la primera dona que puja a un globus aerostàtic.
- 1814 - França: El rei Lluís XVIII atorga la Carta de 1814 en la que concedeix alguns dels drets originals de la Declaració dels Drets de l'Home i del Ciutadà als seus súbdits.
- 1859 -Magenta: La batalla de Magenta és una batalla de la Segona guerra de la independència italiana, entre l'Imperi Austríac i el Regne de Sardenya-Piemont amb el seu aliat el Segon Imperi Francès sota Napoleó III.[2]
- 1867 - Madrid: estrena d'Un drama nuevo, obra de teatre de Manuel Tamayo y Baus.
- 1919 - Washington D.C.: el Senat aprova la dinovena esmena constitucional, que permet el vot femení als EUA; s'adopta l'agost de 1920, quan l'últim estat la ratifica.
- 1920 - Els Aliats i Hongria signen el Tractat de Trianon.[3]
- 1940 - Completada l'evacuació de Dunkerque a França, amb l'evacuació de 300.000 soldats aliats durant la Segona Guerra Mundial.
- 1942 – Comença la batalla de Midway amb un atac massiu de les forces imperials japoneses sobre l'Atol de Midway.[4]
- 1944 - Roma és alliberada per les forces aliades.
- 1977 - Nederland (Colorado, EUA): Supertramp graven, a Caribou Studios, Even in the Quietest Moments, que conté el seu èxit Give a Little Bit.
- 1982 - Invasió del Líban per part d'Israel.
- 1989 - Pequín (la Xina): seguint ordres de Li Peng, una columna de carros de combat entra a la plaça de Tiananmen on hi havia concentrats milers de ciutadans, la majoria estudiants, que demanaven l'obertura del règim comunista; entre 3.000 i 5.000 van resultar morts, 10.000 van ser ferits i centenars arrestats (vegeu la pàgina).[5][6]
- 2004 - l'Iraq: hi mor el soldat estatunidenc número 600 mentre creixen les crítiques contra Bush.

## Naixements
Països Catalans
- 1855 - València: Josep Martínez Aloy, historiador i polític valencià.
- 1862 - Sabadell, Província de Barcelona: Teresa Claramunt i Creus, dirigent anarcosindicalista catalana.[7]
- 1926 - Figueres, l'Alt Empordà: Joan Trayter i Garcia, president de la comissió gestora que dirigí el FC Barcelona des del 6 de maig fins al 15 de juny del 2003
- 1955 - Barcelona: Teresa Giménez Barbat, escriptora i política espanyola.[8]
- 1959 - Barcelona: Carles Cardús i Carrió, pilot de motociclisme de velocitat que destacà durant la dècada de 1980 competint en la categoria de 250cc.
- 1965 - Figueres: Toni Soler i Guasch, periodista, productor de televisió i escriptor català.
- 1966 - Arbúcies, la Selva: Mercè Pons i Veiga, actriu catalana de teatre, doblatge, cinema i televisió.[9]
- 1975 - Barcelona: Vanessa Montfort, novel·lista, dramaturga i periodista catalana que resideix a Madrid.[10]
- 1978 - Reus: Noemí Llauradó i Sans, advocada i política catalana, vicealcaldessa de Reus i presidenta de la Diputació de Tarragona.[11]

Resta del món
- 1515, Lucca, Itàlia: Chiara Matraini, poeta del Renaixement.[12]
- 1654, Verdun, França: Jean-François Gerbillon, missioner jesuïta que va desenvolupar una important tasca com a matemàtic i científic a la Xina durant el regnat de l'emperador Kangxi a principis de la dinastia Qing (m. 1707).[13]
- 1816, Santiago de Xile: Dorotea de Chopitea, laica salesiana xilena i catalana, promotora d'obres socials (m. 1891).[14]
- 1833, Golden Bridge comtat de Dublín, Irlanda: Garnet Wolseley, militar anglès. (m. 1913).[2]
- 1865, Florència: Guido Gasperini, musicòleg.[15]
- 1877, Pforzheim, Baden-Württemberg, Alemanya: Heinrich Otto Wieland, químic alemany, Premi Nobel de Química de 1927 (m. 1957).[16]
- 1881, Nagàievo, Rússia: Natàlia Gontxarova, pintora russa del cubisme i del futurisme (m. 1962).[17]
- 1887, Westminsterː Ray Strachey, sufragista i assagista anglesa que lluità per la igualtat de drets de les dones (m.1940).[18]
- 1895, Mordano, Itàlia: Dino Grandi, 1r comte de Mordano, advocat, polític i diplomàtic italià, ministre d'Afers Exteriors, ministre de Justícia i ambaixador a Londres durant l'època de la Itàlia feixista (m. 1988).[19]
- 1905, Guanabacoa, Cuba: José Justiniani Echániz, pianista cubà.
- 1912, Donostia, Guipúscoa: Pilar López Julvez, ballarina, una de les fundadores del ballet espanyol del segle xx (m. 2008).[20]
- 1916, Charleston, Carolina del Sud, EUA: Robert Francis Furchgott, farmacòleg i bioquímic estatunidenc, Premi Nobel de Medicina o Fisiologia de l'any 1998 (m. 2009).[21]
- 1917, Nova York (EUA): Robert Merrill, baríton novaiorquès (m. 2004).[22]
- 1920, Triesteː Fedora Barbieri, mezzosoprano italiana (m. 2003).[23]
- 1923, Birmingham, Anglaterra: Elizabeth Jolley, novel·lista anglesa que visqué a Austràlia Occidental des dels anys 1950 (m. 2007).[24]
- 1942, Chengdu, Sichuan, Xina: Liu Xinwu, escriptor xinès, Premi Mao Dun de Literatura de l'any 1985.[25]
- 1946, Indiana: Suzanne Ciani, compositora, pianista i productora nord-americana d'origen italià, pionera en la música electrònica.[26]
- 1951, St. Leonhard in Passeier: Eva Klotz, política italiana, partidària de l'autodeterminació del Tirol de Sud.[27]
- 1954, Montevideo: María Simón, enginyera, política i ministra uruguaiana.[28]
- 1955, Manjacaze, Gaza: Paulina Chiziane, escriptora moçambiquesa.[29]
- 1962, Màlaga: Trinidad Jiménez, política espanyola membre del PSOE, que ha estat Ministra del Govern d'Espanya.[30]
- 1965, Ceuta, Espanya: Julio Soler Guerrero, futbolista espanyol.
- 1966, Roma: Cecilia Bartoli, mezzosoprano italiana.[31]
- 1967, Pithiviers, França: Marie NDiaye, escriptora francesa, Premi Goncourt 2009.[32]
- 1970, Bormio, Itàlia: Deborah Compagnoni, esquiadora italiana guanyadora de quatre medalles olímpiques.[33]
- 1971:
  - Katmandú, Nepal: Ani Choying Drolma, monja budista i cantant nepalesa.[34]
  - Londres, Anglaterra: James Callis, actor britànic.
- 1975, Los Angeles, Califòrnia, EUA: Angelina Jolie, actriu estatunidenca.
- 1976, Butin, districte d'Odintsovski, óblast de Moscou: Aleksei Navalni, advocat, activista i polític rus
- 1985 - 
  - Hod HaSharon, Israel: Bar Refaeli, model
  - Kabul, Afganistan: Nadia Ghulam, escriptora afganesa.[35]

## Necrològiques
Països Catalans
- 1964 - Solsona: Dolors Fàbrega Costa, la Caputxina, empresària catalana (n. 1888).[36]
- 1970 - Brussel·les (Bèlgica): Josep Carner, escriptor català, màxim representant de la poesia noucentista (n. 1884).
- 2008 - València, l'Horta: Josep Vicent Marquès i González, escriptor i sociòleg valencià.
- 2017 - Marràqueix, Marroc: Juan Goytisolo i Gay, escriptor i periodista català en castellà (n. 1931).[37]
- 2018 - Figueres: Maria Tort Xirau, pintora i editora fotogràfica i cinematogràfica (n. 1924).[38]

Resta del món
- 1798 - Castell de Dux, Bohèmia, Giacomo Casanova, escriptor i aventurer italià (n. 1725).[39]
- 1872 - Varsòvia, Polònia: Stanisław Moniuszko, compositor polonès (n. 1819)[40]
- 1916 - Carate Urio, província de Como: Sofia Fuoco, ballarina italiana (n. 1830).[41]
- 1926 - Milà: Carolina Ferni, violinista i soprano italiana (n. 1846).[42]
- 1928 - Senyang (Liaoning) (Xina): Zhang Zuolin (xinès simplificat : 张作霖) militar d'origen manxurià sota la dinastia Qing. És conegut com el “Vell Mariscal” i també com el “Tigre de Mukden”.[43]
- 1941 - Haus Doorn, Països Baixos: Guillem II de Prússia, Kàiser de l'Imperi Alemany i Rei de Prússia (1888-1918) i cap de la casa imperial i reial de Prússia (1918-1941) (n. 1859).[44]
- 1946 - Keishiro Matsui: polític i diplomàtic japonès.
- 1950 - Madrid: Carmen Baroja, escriptora i etnòloga espanyola (n. 1908).[45]
- 1951 - Boston, Estats Units: Serguei Aleksàndrovitx Kussevitski, en rus: Сергей Александрович Кусевицкий, conegut habitualment com a Serge Koussevitzky, contrabaixista, compositor i director d'orquestra rus, nacionalitzat estatunidenc (n. 1874).[46]
- 1968 - 
  - Rapallo, Itàlia: Dorothy Gish, actriu, una de les grans estrelles del cinema mut (n. 1898).[47]
  - Blaricum, Països Baixos: Anna Cramer, compositora holandesa (n. 1873).[48]
- 1978 - Santa Bàrbara, Califòrnia: Jorge de Sena, escriptor portuguès (n. 1919).
- 2004 - Rio de Janeiro, Brasil: Anthony Steffen, actor italià.
- 2015 - Darmstadt (Alemanya): Hermann Zapf, tipògraf i dissenyador gràfic alemany (n. 1918).

## Festes i commemoracions
- Dia Internacional dels Infants Víctimes Innocents de l'Agressió

### Santoral

#### Església Catòlica
- Sants al Martirologi romà (2011): Francesc Caracciolo, prevere i fundador dels Clergues Regulars Menors; Quirí de Síscia, màrtir (308); Metròfanes de Bizanci, bisbe; Optat de Mila, màrtir (s. IV); Petroc, abat (594); Gualter de Servigliano, abat (s. VIII); Nicolau i Tran de Sardenya, eremites (s. XII); Lluc Vu Bá Loan, màrtir (1840).
  - Beats: Pacifico Ramati, franciscà; Filippo Smaldone i Francesco Pianzola, sacerdots; Antoni Zawistowski i Stanislas Starowieyski, màrtirs (1942).
- Sants Rut, esposa, i Noemí; Clateu de Brescia, màrtir llegendari (64); Areci i Dacià de Roma, màrtirs; Aloni de Scetes, ermità; Quirí de Tivoli, màrtir; Crista de Sicília, màrtir; Rutil i companys màrtirs de Sabària; Ninnoc de Vannes, abadessa (ca. 467); Breaca de Cornualla, deixebla de Patrici (s. V-VI); Buriana de Cornualla, verge (s. VI); Croidan, Medan i Degan, deixebles de Petroc (s. VI); Saturnina d'Arras, màrtir (s. VII); Eadfrith de Lindisfarne, bisbe (721); Alexandre de Verona, bisbe (s. VIII); Adegrí de Baume, cavaller ermità (939); translació de les relíquies d'Afra d'Augsburg; Elsiar de Lavedan, monjo (ca. 1050); Corneli McConchailleach, abat i bisbe d'Armagh (1176); Margarida de Vau-le-Duc, abadessa (1277); Bonifaci de Villers, prior (1280).
- Beats Eva de Lüttich, eremita (1265); Francesco Ronci, cardenal, celestí (1294)
- Venerable Werner d'Ellerbach, abat de Wiblingen (1127).
- Servents de Déu: Coloma Antònia Martí i Valls, clarissa; serventa de Déu Anna Maria Ravell i Barrera, fundadora de les Franciscanes Missioneres de la Immaculada Concepció.
- Venerats a l'Orde de la Mercè: beata Menda Isategui, verge.
- Venerats a l'Orde de Sant Agustí: Jacopo Capoccio, eremita, arquebisbe de Nàpols (1308)
- Venerats a l'Orde de Predicadors: sant Pere de Verona, màrtir.
- A França i diòcesi de Lausana-Fribourg: santa Clotilde reina.
- A Irlanda: Màrtirs d'Uganda.

#### Església Copta
- 27 Baixans: sants Joan II d'Alexandria, papa copte; Llàtzer de Betània.

#### Església Apostòlica Armènia
- Sant Hripsime i companys.

#### Església Ortodoxa (segons el calendari julià)
- Se celebren els corresponents al 17 de juny del calendari gregorià.

#### Església Ortodoxa (segons el calendari gregorià)
Corresponen al 22 de maig del calendari julià litúrgic:
- Sants Melquisedec, rei de Salem, just; Marcel i Codrat, màrtirs; Basilisc del Pont, bisbe i màrtir (308); Emili de Cartago, màrtir; Jovan Vladimir, príncep de Doclea i màrtir (1015); Jaume de Borovitxi, jove (1540); Zacaries de Prussa, hieromàrtir (1802); mort de Cleofàs de Valaam, monjo (1816); Demetri i Pau de Trípoli, màrtirs (1818); Miquel, prevere màrtir (1942); Sofia la Doctora, màrtir.

##### Església de Geòrgia
- Mirian II de Geòrgia, rei, i Nana, reina, iguals als apòstols.

#### Església d'Anglaterra
- Sant Petroc, abat.

#### Església Episcopal dels Estats Units
- Joan XXIII, bisbe de Roma.

#### Esglésies luteranes
- Sant Morand d'Alkirch, abat (Església Evangèlica d'Alemanya).